# Masakra armii Elphinstone’a
Masakra armii Elphinstone’a (ang. Massacre of Elphinstone's Army) – jeden z epizodów I wojny brytyjsko-afgańskiej, zwycięstwo Afgańczyków pod dowództwem Akbara Chana (syna obalonego w 1839 r. przez Brytyjczyków Dosta Mohammada Chana) nad brytyjską Armią Indusu generała Williama Elphinstone’a. Armia Indusu składająca się z 4500 żołnierzy i 12 000 cywili opuściła Kabul 6 stycznia 1842 r. Przez kolejny tydzień była atakowana przez Afgańczyków. Ostatnie siły brytyjskie zostały rozbite 13 stycznia.
Prawie wszyscy uczestnicy odwrotu zginęli lub dostali się do niewoli. Tylko wojskowy lekarz, dr William Brydon, przetrwał i dotarł do zajętego przez Brytyjczyków Dżalalabadu.

## Brytyjczycy w Kabulu
W 1838 r. zaniepokojenie Brytyjczyków wywołała narastająca infiltracja Rosjan w Afganistanie. Władca Afganistanu, Dost Mohammad Chan, który objął tron w 1834 r. po obaleniu Szui Szaha Durrani, nie przyjął wprawdzie rosyjskiej protekcji, ale brytyjski gubernator generalny Indii lord Auckland zdecydował się na zbrojną interwencję, aby przywrócić tron probrytyjskiemu Szui Szahowi. W 1839 r. Brytyjczycy wkroczyli do Afganistanu i latem zdobyli Kabul. Na tronie został osadzony Szuja Szah, a Dost Mohammad poddał się Brytyjczykom 4 listopada 1840 r.
Wkrótce po zdobyciu Kabulu do miasta przybyły rodziny żołnierzy. Brytyjczycy prowadzili swój dotychczasowy tryb życia, z koncertami, wyścigami konnymi i grą w krykieta włącznie. Czuli się w mieście na tyle pewnie, że kiedy do Kabulu przybył harem Szui Szaha, opuścili cytadelę, aby zrobić mu miejsce. Gubernator William Hay Macnaghten i dowódca Armii Indusu Willoughby Cotton umieścili żołnierzy w źle przygotowanym obozie poza miastem, w odległości 300 metrów od składu zapasów. Generał Cotton był pewny siebie i, kiedy przekazywał komendę swojemu następcy, powiedział: Nie będzie pan miał tu nic do roboty. Tu jest zupełnie spokojnie.
Następcą Cottona został na początku 1841 r. generał-major William Elphinstone. Miał niespełna 60 lat i był schorowanym człowiekiem. Generał William Nott, dowódca brytyjski w Kandaharze, opisał Elphinstone’a jako najmniej kompetentnego żołnierza spośród oficerów w odpowiednim stopniu. Sam Elphinstone nie chciał objąć tego stanowiska, ale gubernator Auckland pozostał nieugięty. Po przybyciu do Kabulu stan zdrowia Elphinstone’a jeszcze się pogorszył. Na jesieni Auckland zezwolił wreszcie generałowi na powrót do Indii.

## Powstanie
Tymczasem w Afganistanie rozpoczęło się antybrytyjskie powstanie. W sierpniu 1841 r. nowym premierem został Robert Peel i jego gabinet uznał, że wojna w Afganistanie zrujnuje finanse zadłużonej Kompanii Wschodnioindyjskiej. Peel nakazał wprowadzenie oszczędności. W sierpniu Macnaghten obniżył o połowę trybut płacony górskim plemionom, aby te powstrzymały się od atakowania brytyjskich karawan z Indii. W odpowiedzi plemiona te odcięły drogi zaopatrzenia.
Ruch oporu tworzył się wokół Akbar Chana, syna obalonego Dosta Mohammada. Powstanie rozpoczęło się 2 listopada 1841 r. Na skutek nieudolnych działań Elphinstone’a oddziały brytyjskie zostały otoczone w cytadeli. Agent polityczny armii, Alexander Burnes, został zamordowany podczas próby ucieczki w afgańskim przebraniu. 6 listopada Elphinstone stwierdził, że jego oddziałom kończy się amunicja i zasugerował Macnaghtenowi podjęcie rokowań, jednak ten wolał próbować przekupić niektórych afgańskich dostojników, aby ci odstąpili od rebelii.
23 listopada Brytyjczycy podjęli nieudaną próbę wyparcia Afgańczyków z sąsiednich wzgórz. Afgańczycy zaproponowali wówczas rozejm. Za namową Elphinstone’a Macnaghten zgodził się wycofać wojska brytyjskie z Afganistanu i przekazać władzę Dostowi Mohammedowi. Podjął jednak próbę przekupienia tych afgańskich dostojników, którzy nie chcieli powrotu dawnego chana. Jego działania zostały odkryte przez Akbara Chana. Podczas spotkania z afgańskim wodzem 23 grudnia Macnaghten został oskarżony przez niego o spiskowanie. Afgańczycy rzucili się na towarzyszy Macnaghtena, a sam Macnaghten został zabity przez Akbara Chana. Jego poćwiartowane zwłoki wystawiono na widok publiczny.
Śmierć Macnaghtena sprawiła, że Elphinstone chciał już tylko zgody na odwrót do Indii. 1 stycznia 1842 r. podpisał kapitulację przed Akbarem Chanem. Za cenę pozostawienia ciężkiej artylerii (aby, jak twierdził Akbar Chan, nie drażnić górskich plemion) Elphinstone otrzymał przyrzeczenie eskorty i obietnicę bezpiecznego przemarszu. Afgański wódz nie miał jednak zamiaru wywiązać się ze zobowiązań.

## Odwrót
6 stycznia 1842 r. Armia Indusu rozpoczęła odwrót z Kabulu. Elphinstone miał do dyspozycji 4500 żołnierzy, z czego 690 Brytyjczyków, w większości z 44 pułku piechoty i Królewskiej Artylerii Konnej. Poza tym w armii Elphinstone’a znajdowali się sipajowie Kompanii Wschodnioindyjskiej oraz żołnierze Szui Szaha. Armii towarzyszyło ok. 12 000 osób cywilnych, głównie żon żołnierzy umieszczonych podczas odwrotu w straży przedniej. Armię czekała 130-kilometrowa droga przez górskiej przełęcze obsadzone przez nieprzyjazne Brytyjczykom plemiona.
Mimo obietnic Akbar Chan nie przysłał eskorty. Armia Indusu była więc od początku atakowana przez Afgańczyków. Afgańscy jeźdźcy uprowadzali zwierzęta i zabijali maruderów. Brytyjczycy pokonali tego dnia tylko 10 kilometrów. Po drodze porzucono większość bagaży. Lady Sale, żona jednego z oficerów, Roberta Sale'a, odesłanego z Kabulu pod koniec października zapisała: Nie ma namiotów, pozostały dwie lub trzy niewielkie płachty. Wszyscy starają się jak najdokładniej odgrzebać śnieg i zrobić miejsce, by się w nim położyć. Wieczór i noc były bardzo zimne. Nie ma jedzenia dla ludzi i zwierząt.
Wielu żołnierzy zmarło pierwszej nocy w wyniku mrozu, powszechne były odmrożenia. Największe straty ponieśli żołnierze indyjscy, gdyż Elphinstone zignorował sugestie majora Eldreda Pottingera, aby pociąć końskie derki na onuce. Nad ranem zaczęły się pierwsze dezercje. Uciekła większość żołnierzy afgańskich i sipajów. O 7:30 straż przednia bez rozkazu oddzieliła się od reszty sił.
Osamotniona straż tylna stała się obiektem ataków. W zamieszaniu porzucono trzy armatki górskie, jedyną artylerię, którą armia wyprowadziła z Kabulu. Wówczas nadjechał Akbar Chan na czele 600 jeźdźców i powiedział Brytyjczykom: Stójcie! Wasze nieszczęścia biorą się stąd, że nie czekaliście na moją eskortę! Następnie zwrócił się w języku perskim (znanym wielu brytyjskim oficerom) do walczących w górach jeźdźców prowadzących ostrzał brytyjskiej kolumny, aby przerwali ogień. Następnie dodał w języku pasztuńskim Zabijcie te wszystkie psy!
Za sugestią Akbara Chana armia brytyjska zatrzymała się na nocleg. Tego dnia Brytyjczycy przeszli zaledwie sześć kilometrów. Noc była tak zimna, że sipajowie wrzucali do ogniska wyposażenie i ubrania, aby się ogrzać. Mimo tego wielu żołnierzy zamarzło. 8 stycznia Armia Indusu dotarła do przełęczy Kurd-Kabul. 44 pułk piechoty atakiem na bagnety oczyścił drogę, zaś kawaleria rozpędziła grupkę afgańskich jeźdźców. Kiedy jednak armia weszła na przełęcz, zaatakowali ją Afgańczycy. Po stronie Armii Indusu było 3000 zabitych, głównie posługiwaczy obozowych.
9 stycznia Elphinstone, ulegając namowom Akbara Chana, wydał mu zakładników w postaci oficerów sztabowych i ich rodzin. Zakładnicy spędzili w afgańskich fortach dziewięć miesięcy. Nikt się nad nimi nie znęcał. Przeżyli ci, których nie zmogło dostarczane jedzenie. 10 stycznia reszta armii wznowiła marsz. Trzy kilometry za obozem, w wąwozie Tunghi Tariki, Afgańczycy zaatakowali ponownie. Straż przednia złożona z resztek 44 pułku, Królewskiej Artylerii Konnej i kawalerii Kompanii zdołała się przebić. Reszta została zmasakrowana. Przy życiu pozostało 450 żołnierzy i 3000 posługiwaczy.
11 stycznia resztki Armii Indusu dotarły do wioski Jugdulluk. 12 stycznia Elphinstone i jego dwaj adiutanci przybyli do Akbara Chana. Rozpoczęły się negocjacje. Akbar podjął próbę przekupienia afgańskich wodzów, aby pozwolili resztkom armii przejść do Indii, ale bez powodzenia. Elphinstone'owi przekazał jednak, że sprawa została załatwiona. Odmówił mu jednak zgody na powrót do swoich oddziałów, mimo próśb generała. Elphinstone zmarł w afgańskiej niewoli w kwietniu 1842 r.
Tymczasem brytyjska kolumna, dowodzona teraz przez generała Anquetila, podjęła nocny marsz. Droga przez przełęcz została jednak zatarasowana przez Afgańczyków. Próby rozbicia prowizorycznej barykady z drzew i krzewów zaalarmowały Afgańczyków, którzy zaatakowali brytyjskie wojska. Ostatecznie tylko 80 ludzi zdołało przedrzeć się przez przełęcz. Wśród nich był dr William Brydon, chirurg Kompanii Wschodnioindyjskiej.
O świcie 13 stycznia piechota (głównie resztki 44 pułku, 20 oficerów i 45 żołnierzy) dotarła do wioski Gandamak. Mieli oni do dyspozycji tylko 20 muszkietów i po dwie sztuki amunicji. Zostali oni otoczeni przez Afgańczyków. Wobec przewagi wroga podjęto rozmowy, ale kiedy Afgańczycy chcieli odebrać Brytyczykom broń, doszło do walki. Bitwa trwała krótko. Zginęli prawie wszyscy Brytyjczycy. Ocalało tylko sześciu ludzi, którzy zostali wzięci do niewoli.
Grupa 15 jeźdźców, wśród nich dr Brydon, dotarła tego dnia na odległość 25 kilometrów od Dżalalabadu, gdzie znajdowały się już brytyjskie posterunki. Nierozsądnie przyjęli jednak gościnę u Afgańczyków. Mieszkańcy zdradzili miejsce ich pobytu wojownikom. Brytyjczycy zostali zaatakowani i tylko pięciu z nich zdołało uciec. Czterech z nich odnaleziono i zabito.
Jedynym ocalałym został dr Brydon. Już wcześniej ranny, teraz musiał odeprzeć trzy afgańskie ataki. Został wówczas raniony w rękę, a jego konia postrzelono. Po południu 13 stycznia Brydon dotarł do Dżalalabadu, przynosząc wieści o masakrze Armii Indusu. Na pytanie brytyjskich oficerów, gdzie jest armia, odpowiedział: Ja jestem armią!

## Dalszy bieg wojny
Walki pod Dżalalabadem trwały już od 12 listopada 1841 r., ale właściwe oblężenie tej wysuniętej brytyjskiej placówki rozpoczęło się po masakrze armii Elphinstone’a. Garnizon Dżalalabadu liczył 1500 żołnierzy brytyjskich i hinduskich. Dowódca garnizonu, brygadier Robert Sale (którego żona znalazła się w afgańskiej niewoli) dowodził 13 pułkiem piechoty, 35 pułkiem bengalskiej piechoty oraz innymi oddziałami indyjskimi. Mimo przewagi wroga garnizon wytrzymał oblężenie. 7 kwietnia Sale wyprowadził swoje oddziały z twierdzy i uderzył na obóz afgański. Nad ranem 8 kwietnia oddziały afgańskie uciekły do Kabulu.
Zwycięska obrona Dżalalabadu poprawiła nastroje w brytyjskich Indiach, przerażonych wieściami o masakrze Armii Indusu. Lord Auckland szybko przybył do Peszawaru i powierzył generałowi George’owi Pollockowi dowództwo nad tzw. „Armią Odwetu”. Na początku kwietnia Pollock dotarł do Dżalalabadu i połączył się z garnizonem Sale'a. Latem 1842 r. Armia ruszyła na Kabul. 15 września pokonała wojska Akbara Chana pod Huft Kotal i wkroczyła do Kabulu. 17 września dołączyła do nich maszerująca z Kandaharu armia generała Williama Notta.
Na drodze do afgańskiej stolicy wciąż znajdowały się niepochowane zwłoki żołnierzy armii Elphinstone’a. Po wkroczeniu do Kabulu zabijano każdego Afgańczyka znalezionego z bronią w ręku. Zniszczono fortyfikacje miasta i wielki bazar, wycięto również drzewa owocowe. Uwolniono również brytyjskich jeńców (w tym żonę i córkę brygadiera Sale'a). 12 października wojska Pollocka i Notta opuściły zrujnowany Kabul. W drodze powrotnej zauważyli samotnego jeźdźca, który jechał do Afganistanu. Był to Dost Mohammad, który uwolniony przez Brytyjczyków wracał do swego królestwa. Stało się tak na rozkaz nowego gubernatora generalnego lorda Ellenborough, który powiedział: Niech Afganistan ma swego emira, niech powróci tam anarchia!